# Chaenorhinum macropodum
Chaenorhinum macropodum är en grobladsväxtart som först beskrevs av Pierre Edmond Boissier och Reuter, och fick sitt nu gällande namn av Johan Martin Christian Lange. Chaenorhinum macropodum ingår i släktet småsporrar, och familjen grobladsväxter. Utöver nominatformen finns också underarten C. m. degenii.